# Pseudotriakidae
Pseudotriakidae es una familia de peces condrictios del orden Carcharhiniformes, conocidos coloquialmente como musolones.

## Taxonomía
He aquí los géneros y sus respectivas especies de Pseudotriakidae:
- Pseudotriakidae
  - Gollum
    - Gollum attenuatus
    - Gollum suluensis

  - Pseudotriakis
    - Pseudotriakis microdon